# In the Zone
In The Zone er et album af Britney Spears udgivet i 2003. Fra albummet kommer singlerne "Me against the Music", "Everytime" og "Toxic"

## Nummerliste
1. "Me Against the music" (feat. Madonna)
2. "(I got that) boom boom" (feat. Ying Yang Twins)
3. "Showdown"
4. "Breathe on me"
5. "Early mornin'"
6. "Toxic"
7. "Outrageous"
8. "Touch of my hand"
9. "The hook up"
10. "Shadow"
11. "Brave new girl"
12. "Everytime"
13. "Me Against the music" (feat. Madonna) rishi rich's desi kulcha remix
14. "The answer" (bonus track)